# Зима нашег незадовољства
Зима нашег незадовољства је роман америчког књижевника Џона Стајнбека објављен 1961. године. У Србији је преведен 1966. године. 
Наслов долази из прва два стиха Ричарда III Вилијама Шекспира: „Сада је зима нашег незадовољства / Ово сунце [или син] Јорка учинило је славним летом“.

## Радња романа
Прича се углавном односи на Итана Алена Хоулија, бившег члана аристократске класе Лонг Ајленда. Итанов покојни отац изгубио је породично богатство, па Итан ради као продавац у прехрамбеној продавници. Његова супруга Мери и њихова деца замерају њихов осредњи друштвени и економски статус и не цене поштење и интегритет за које се Итан бори да одржи у корумпираном друштву. Ови спољни фактори и његова сопствена психолошка превирања наводе Итана да покуша да превазиђе свој урођени интегритет како би повратио свој ранији статус и богатство.
На Итанову одлука да стекне богатство и моћ утичу критике и савети људи које познаје. Његова познаница Марги га наговара да прими мито; менаџер банке (чије претке Итан криви за несрећу своје породице) га позива да буде немилосрднији. Итанов пријатељ Џои, банкар, чак даје Итану лекцију о томе како да опљачкају банку и да се извуку.
Када је открио да је тренутни власник продавнице, италијански имигрант Алфио Маруло, можда и илегални имигрант, Итан даје анонимну дојаву Служби за имиграцију и натурализацију. Након што је Маруло приведен, он преноси власништво над радњом на Итана кроз радње самог владиног агента који га је ухватио. Маруло даје Итану продавницу јер верује да је Итан поштен и заслужан. Итан такође размишља, планира и ментално увежбава пљачку банке, не успевајући да је изведе само због спољашњих околности. На крају, успева да постане моћан у граду преузимајући део земље који је потребан локалним бизнисменима за изградњу аеродрома; он добија земљу од Денија Тејлора, градског пијанице и Итановог најбољег пријатеља из детињства, тестаментом који је направио Дени и ставио испод врата продавнице. Тестамент је састављен без икаквог договора неко време након што је Итан дао Денију новац да пошаље Денија да се лечи од алкохолизма. Дени га уверава да су пијанци лажови и да ће само попити новац, а то је и потврђено када је Дени пронађен мртав са празним флашама вискија и таблетама за спавање.
На овај начин, Итан постаје у стању да контролише тајне послове корумпираних градских бизнисмена и политичара, али је уверен да ни сам неће бити корумпиран. Он сматра да иако је морао да убија непријатељске војнике у рату, након тога никада није био убица.
Итан сазнаје да је његов син освојио почасно признање на националном такмичењу есеја плагирајући класичне америчке ауторе и говорнике, али када се Итан суочи са њим, син пориче да има било каква осећања кривице, тврдећи да сви варају и лажу. Можда након што је видео сопствено морално пропадање у поступцима свог сина и искусио кривицу за Марулову депортацију и Денијеву смрт, Итан одлучује да изврши самоубиство. Његова ћерка, интуитивно схватајући његову намеру, ставља породични талисман у његов џеп током дугог загрљаја. Када Итан одлучи да почини чин, посеже у џеп да пронађе жилет и уместо тога пронађе талисман. Док плима улази у нишу у којој се задржао, он се бори да изађе како би вратио талисман својој ћерки.

## Главни ликови
- Итан Ален Хоули – продавач (протагониста приче)
- Мери Холи - Итанова жена
- Марги Јанг-Хант – заводница и Мерина пријатељица
- Господин Бакер – банкар
- Алфио Маруло - италијански имигрант, власник продавнице прехрамбених производа

## Књижевни значај и критика
Едвард Викс из Atlantic Monthly је одмах рецензирао књигу као Стајнбеков класик: „Његов дијалог је пун живота, Итанова замка је генијална, а морал у овом роману означава повратак господина Стајнбека у расположење и забринутост са којом је он написао Плодове гнева“. Шведска академија се сложила и доделила Стајнбеку Нобелову награду за књижевност 1962. Говор на презентацији секретара Андерса Остерлинга посебно је навео пет књига од 1935. до 1939. и наставио овако: У овом кратком излагању није могуће да се дуго задржавамо на појединачним делима која је Стајнбек касније произвео. Ако се с времена на време чинило да критичари примећују одређене знаке слабљења моћи, понављања која би могла да укажу на смањење виталности, Стајнбек је најоштрије одбацио њихове страхове у роману Зима нашег незадовољства (1961), који је објављен прошле године. Овде је постигао исти стандард који је поставио у Плодовима гнева. Поново он држи своју позицију независног тумача истине са непристрасним инстинктом за оно што је истински америчко, било добро или лоше.
Сол Белоу је такође похвалио књигу, рекавши: „Џон Стајнбек се враћа високим стандардима Плодова гнева и друштвеним темама које су његово рано дело учиниле тако импресивним и моћним. Међутим, многи рецензенти у Америци били су разочарани. Неколико година касније Питер Лисца назвао је роман „непобитним доказом естетског и филозофског неуспеха [Стајнбекове] касније фикције“.
У писмима пријатељима пре и после објављивања, Стајнбек је навео да је написао роман како би се позабавио моралном дегенерацијом америчке културе током 1950-их и 1960-их. Америчка критика његовог моралног начела почела је да се мења током 1970-их после скандала Вотергејт; ево како Релој Гарсија описује своју поновну процену дела када је замољен да ажурира своју оригинални рецензију романа: „Књига коју сам тада тако нагло критиковао као помало мршаву, сада ми делује као дубоко продорна студија о америчком стању. Нисам схватили, у то време, да смо имали стање“, и он приписује ову промену срца „нашем сопственом обогаћеном искуству“.
Године 1983. Керол Ен Каспарек је осудила лик Итана због његове неверодостојности, и даље је назвала Стајнбеков третман америчког моралног пропадања површним, иако је наставила да одобрава митске елементе приче.
Професор књижевности и научник Стивен К. Џорџ је написао: „Са овим ауторима [Саул Белов, Брент Викс и Рут Стилс Ганет] тврдио бих да, с обзиром на њену вишеслојну сложеност, интригантну уметност и јасну моралну сврху, Зима Нашег незадовољства се сврстава у горњи ешалон Стајнбекове фантастике, поред дела: О мишевима и људима, Плодови гнева и Источно од раја“.
Роман је био последњи који је Стајнбек завршио пре своје смрти 1968. године. 

## Наративна тачка гледишта
Стајнбек користи необичан структурални "уређај" у роману, пребацујући се између три различита стила наративне тачке гледишта. Роман је представљен у две половине, први и други део, а свака половина почиње са два поглавља написана у трећем лицу. После ова два поглавља у свакој половини, тачка гледишта се мења у првом лицу, коју приповеда протагониста, Итан Хоули. Четири поглавља у наративу у трећем лицу углавном су представљена из угла Итана, али не и у првом лицу, техника позната као слободни индиректни дискурс или слободни индиректни говор. Постоје два изузетка од овога: први је прекид на почетку дванаестог поглавља где се тачка гледишта пребацује на Марги: „када је потребан интимнији поглед на заводницу Марги Јанг-Хант... трећа особа... наратив се поново појављује.“ Други изузетак је пауза на почетку једанаестог поглавља коју аутор представља као свезнајућег приповедача, пре него што се поглавље врати на Итанову тачку гледишта. Три различита наративна стила су дакле: свезнајући приповедач (11. део); слободни индиректни дискурс са више тачака гледишта (поглавља 1,2,11,12); и наратив у првом лицу са једне тачке гледишта (остатак књиге).

## Теме
Главна тема која се налази у делу Зима нашег незадовољства је ефекат друштвеног притиска. На почетку романа, Итан Хоули није задовољан својим послом продавача прехрамбених производа, али су притужбе његове жене и деце на њихов друштвени и економски статус оно што доводи до тога да његов лик промени своја уверења о богатству и моћи. На њега утичу и блиски познаници који га охрабрују да прима мито и говори на начин који указује да им је новац најважнија ствар у животу. На пример, Итанов пријатељ банкар Џои Морфи илуструје колико је новац важан говорећи „ваш једини улаз је новац“  и „сви се клањамо валути Великог Бога“. Живот овог човека вртео се око новца и зарађивања више од њега. Касније у роману, Итан планира пљачку банке и поступио би по њој да није било ометања у последњем тренутку. У земљишној ситуацији са Денијем, Итан игра улогу љубазног пријатеља, али на крају добија важан комад земље за који су се такмичили и други људи. Његова похлепа и жудња за моћи сустижу Итана на крају романа када схвата да је његов син плагирао за такмичење „Зашто волим Америку“. Али разлог сина да се пријави на такмичење није била да покаже љубав према својој земљи, већ да добије материјалистичке награде од ње као што су гледање и путовање, поред тога што се појављује на ТВ-у. Итан је крив за своје поступке и као резултат тога покушава самоубиство.